# Produto viável mínimo
Em empreendedorismo, principalmente no contexto de startups, um produto viável mínimo (MVP, de Minimum Viable Product) é a versão mais simples de um produto que pode ser lançada com uma quantidade mínima de esforço e desenvolvimento.
Um MVP ajuda os empreendedores a iniciarem o processo de aprender da forma mais rápida possível, pois poupa tempo e esforços. Porém, ele não é necessariamente o menor produto imaginável.
Ao contrário do desenvolvimento tradicional de produtos, que geralmente envolve um longo e pensativo período de incubação e busca a perfeição do produto, o objetivo do MVP é começar o processo de aprendizagem, e não finalizá-lo. Ao contrário de um teste de protótipo ou conceito, um MVP foi concebido não apenas para responder questões sobre o design do produto e questões técnicas; Seu objetivo é testar hipóteses fundamentais do negócio.

## Características
Um MVP possui 3 características principais:
- Tem valor suficiente para que as pessoas comecem a utilizá-lo
- Demonstra benefícios suficientes para reter usuários iniciais
- Fornece um ciclo de feedback para orientar o desenvolvimento futuro

Esta técnica de desenvolvimento assume que os usuários iniciais podem visualizar o produto final a partir do MVP, e que o produto deixa abertura a receber comentários e sugestões a ajudar no desenvolvimento de versões futuras.

## Popularização e problemas
Este conceito foi popularizado por Eric Ries, consultor e escritor sobre startups, no livro The Lean Startup.
Hoje o MVP é usado por empreendedores em todo o mundo para ajudar no processo de validação de ideias de negócios e produtos. Porém, o processo de popularização sem os devidos cuidados de adaptação dos conceitos predecessores apresentados no Lean Startup, bem como a realidade cultural e econômica, também contribuíram para que o conceito fosse deturpado.